# Torre Castanys
La Torre Castanys és un edifici situat al Parc Nou d'Olot (Garrotxa), declarat Bé Cultural d'Interès Nacional. Entre 1991 i 2022 va ser la seu del Museu dels Volcans.

## Història i descripció
Fou fet construir pel fabricant Miquel Castanys i Masoliver, que comprà la finca (abans casa i hort de l'abat) a l'Estat. El 1844, l'arquitecte Josep Fontserè i Domènech hi proejctà una vil·la molt hàbilment composta, a partir d'un estricte eix de simetria i amb una clara influència italiana. És de planta rectangular, envoltada de jardins de la mateixa època. A la façana principal destaca l'escalinata que forma un dibuix poligonal que porta al primer pis on es pot veure una galeria amb tres arcs de mig punt, igual que les finestres de la planta baixa i del pis.
Es pot veure una torre central situada sobre la part central de la façana.